# Стар град на Лидзян
Старият град на Лидзян (на китайски: 麗江古城) е обект на Световното наследство на ЮНЕСКО в провинция Юннан, Южен Китай.
Той включва 4 отдели обекта, разположен в равнина с надморска височина 2400 метра при пресичането на няколко стратегически важни прохода през съседните планини:
- Стар град на Даян, основан при империята Мин, в който са запазени образци на китайската и тибетската архитектура, разположени в живописния пресечен терен;
- Езеро Хейлунтан, разположено непосродствено на север;
- Байша, селище на 8 километра северно, построено при империите Сун и Юен;
- Шухъ, селище на 4 километра северозападно от стария град на Даян.